# حشيشة المبارك الأوريغونية
حشيشة المبارك الأوريغونية (الاسم العلمي:Geum oregonense) هي نوع غير مؤكد من النباتات تتبع جنس حشيشة المبارك من الفصيلة الوردية.